# Jacob Åkerman (läkare)
Jacob Åkerman, född 28 juni 1763 i Stockholm, död där (Katarina församling) 23 december 1851, var en svensk läkare.
Jacob Åkerman var son till en sjökapten med samma namn, började 1781 studera kirurgi, och knöts som kirurgistudent till Danvikens hospital 1783. Han var läkare där men under 1788–1789 hade han tjänst som lasarettskirurg vid Stockholms fältsjukhus. Året 1808 hade han tjänst vid kustarméns sjukhus. Han var kvar vid Danviken till 1821.
Jacob Åkerman hade först en oavlönad tjänst vid Danvikens hospital, under Anders Johan Hagströmer och Sven Abraham Dahl. I den egenskapen inlämnade Åkerman år 1818 en protestskrift mot doktor Dahl. Dahl hade använt svängmaskinen på patienten pigan Morenius tills blodet sprack ut ur munnen och näsan och hon avled under den medvetslöshet som metoden avsåg framkalla. En annan piga, Christina Ahlgren, hade tre år tidigare misshandlats av Dahl för orkeslöshet och avlidit, fastän Åkerman hävdade att hon tydligt led av skörbjugg och vattusot och därför varit orkeslös. Detta var bara några exempel. Åkermans protest ledde till att Dahl avsattes, och Åkerman fick hans befattning.
Han författade många skrifter om förhållandet på Danvikens hospital som finns i Svenska läkaresällskapets handlingar.
Hans dotter Beata Concordia Sofia (1817–1890) gifte sig med en annan läkare vid Danvikens hospital, Carl Ulrik Sondén.